# Aliverti liquida
Aliverti liquida es un libro uruguayo de poesía escrito por algunos de los miembros de la Troupe ateniense bajo seudónimo. Debe su título al reclame de Aliverti, bazar montevideano, que había inventado el eslogan “Cuando Aliverti liquida, hay que comprar enseguida”. Fue publicado en ocasión del “Segundo Salón de Harte Ateniense de Montevideo” (Palacio Salvo, septiembre de 1932), una muestra humorística de cuadros y esculturas que tomaba el pelo a varias tendencias artísticas del momento. 

## Reseña
«Aliverti liquida. Primer Libro Neosensible de Letras Atenienses. Apto para Señoritas». El libro se caracteriza por el uso desenfadado de artificios tipográficos de origen vanguardista y por el tono satírico de sus composiciones. Como recuerda Maurizio Scudiero, Aliverti liquida “creado con la intención de ridiculizar al ultraísmo, acaba siendo un increíble ejercicio de palabras en libertad”.